# واکنش الان–رابینسون
واکنش الان–رابینسون(به انگلیسی: Allan–Robinson reaction) یک واکنش شیمیایی بین او-هیدروکسی آریل کتون و یک آنیدرید آروماتیک است که منجر به تشکیل یک فلاون (یا ایزوفلاون) می‌شود. همچنین اگر از یک ترکیب آلیفاتیک استفاده شود، یک کومارین ایجاد خواهد شد.